# Герб Сьерра-Леоне
Герб Сьерра-Леоне (наряду с флагом), были развиты Геральдической палатой и представлены в 1960. Щит на оружии изображает льва ниже зигзагообразной границы, представляя горы Льва, в честь которых назвали страну. Это также показывает три факела, которые предназначаются, чтобы символизировать образование и продвижение. В основе волнистые линии, изображающие море. С боку щита — львы, подобные тем, что были ранее на колониальном варианте. Три главных цвета щита — зелёный, белый и синий — использовались, чтобы сформировать флаг. Зелёный цвет представляет сельскохозяйственные и природные ресурсы, синий цвет представляет Гавань Фритауна, и белый представляет единство и правосудие. У основания щита есть национальный девиз «Единство, Свобода, Правосудие».